# Meduza (продюсеры)
Meduza (стилизовано под все заглавные буквы) — итальянская хаус-музыкальная продюсерская группа, состоящая из трёх участников: Луки де Грегорио, Маттиа Витале и Симоны Джани. Они наиболее известны благодаря своим прорывным песням 2019 года «Piece of Your Heart», которая была записана в сотрудничестве с британским продюсерским трио Goodboys, и «Lose Control», которая также была записана в сотрудничестве с Goodboys и британской певицей Бекки Хилл. «Piece of Your Heart» занял второе место в британском чарте синглов после выхода и был номинирован на премию «Грэмми» за лучшую танцевальную запись.
11 ноября 2020 года группа Meduza выступила с концертом в Cava dei Balestrieri в Сан-Марино. Концерт транслировался на Twitch совместно с Live Nation и видеоигрой Fuser.
В 2020 году группа Meduza была номинирована и победила в категории «Лучшая танцевальная песня» на International Dance Music Awards. Песня Meduza «Paradise» набрала более 750 миллионов прослушиваний на Spotify. Их песня «Lose Control» набрала почти миллиард прослушиваний, в настоящее время их 969 миллионов. Хит-песня Meduza «Piece Of Your Heart» набрала более 1 миллиарда прослушиваний на Spotify. В общей сложности их песни набрали более 5 миллиардов прослушиваний.

## Дискография

### Мини-альбомы
| Название           | Детали                                              |
| ------------------ | --------------------------------------------------- |
| Introducing Meduza | - Выпущено: 25 февраля 2021 - Лейбл: UMG Recordings |
| Meduza             | - Выпущено: 13 октября 2023 - Лейбл: UMG Recordings |

### Ремиксы
- Friendly Fires — «Heaven Let Me In» (2018)
- Ferreck Dawn — «In My Arms» (2019)
- MK — «Body 2 Body» (2019)
- Ritual и Emily Warren — «Using» (2019)
- R Plus and Dido — «My Boy» (2019)
- Dermot Kennedy — «Power Over Me» (2020)[4]
- Lifelike and Kris Menace — «Discopolis 2.0» (2020)[5]
- John Legend совм. с Gary Clark Jr. — «Wild» (2020)[6]
- Faithless — «Innadadance» (feat. Suli Breaks & Jazzie B) (2021)
- Ed Sheeran — «Bad Habits» (2021)
- Florence and the Machine — «My Love» (2022)
- Mahmood and Blanco — «Brividi» (2022)
- Supermode — «Tell Me Why» (2022)
- GENESI — «Everything You Have Done» (2023)
- Calvin Harris и Sam Smith — «Desire» (2023)

## Награды и номинации

### Грэмми
| Год  | Категория                  | Работа               | Результат | Ref.  |
| ---- | -------------------------- | -------------------- | --------- | ----- |
| 2020 | Лучшая танцевальная запись | "Piece of Your Heart | Номинация | [ 7 ] |

### Международная премия в области танцевальной музыки
| Год  | Категория                    | Работа                | Результат | Ref.        |
| ---- | ---------------------------- | --------------------- | --------- | ----------- |
| 2020 | Лучшая танцевальная песня    | «Piece of Your Heart» | Победа    | [ 8 ] [ 9 ] |
| 2020 | Прорывной артист года        | N/A                   | Победа    | [ 8 ] [ 9 ] |
| 2020 | Лучший хаус-артист (мужчина) | N/A                   | Номинация | [ 8 ] [ 9 ] |